# Борчуков, Сергей Юрьевич
Сергей Юрьевич Борчуко́в (род. 7 ноября 1961, Москва) — российский киноактёр, кинорежиссёр, сценарист и кинопродюсер.

## Биография
Сергей Борчуков родился в Москве, в Марьиной Роще. После школы хотел поступать в театральное училище имени М. С. Щепкина, однако дед был против «несерьёзной профессии», и потому Сергей поступил на факультет исторических архивов Московского государственного историко-архивного института (ныне — Московский историко-архивный институт). После службы в армии работал научным сотрудником, старшим научным сотрудником во Всесоюзном научно-исследовательском институте документоведения и архивного дела (ВНИИДАД).
В 1986—1991 годах издавал самиздатовский журнал «Собрание», посвященный современной на тот момент контркультуре. В журнале печатались первые статьи Андрея Бухарина (журналы «ОМ» и «Rolling Stone»), Александра Солнцева (журнал «КомТранс»), материалы известного российского художника-гиперреалиста Сергея Шерстюка.
В 1989 году Сергей Борчуков уходит из научно-исследовательского института в только что организовавшееся экспериментальное объединение современных молодых художников «Rama-art». В 1989—1992 годах в качестве директора этого творческого объединения участвует во многих художественных выставках как в СССР и России, так и за рубежом, в том числе первая выставка «ART MIF» в Москве (1991 год), Арт-салон в Женеве (1991 год) и другие. Был организатором выставок многих выставок, в том числе «Имитация стиля» в Музее имени Ленина (1993 год), группы художников «SUNMOONSTAR», в которую входили Ольга Андреева, Дмитрий Маланичев, Владимир Павлов, Геннадий Корнышев, Александр Шварц (1992, 1993, 1995) и других.
В 1996 году по приглашению известного актёра, кинорежиссёра и кинопродюсера Игоря Эдуардовича Шавлака приходит работать в качестве продюсера в кино. Первая работа — это 5-серийный фильм «Сезон охоты». В этом же фильме дебютирует как актёр.
В 1998—1999 годах дебютирует как сценарист телесериала «Будем знакомы!» (псевдоним — Аркадий Зарецкий). Во время этих съёмок время от времени подменяет Игоря Шавлака в качестве режиссёра.
В 2000 году в качестве директора работает с Андреем Звягинцевым на первом фильме киноальманаха «Чёрная комната» — «Бусидо». В том же году приступает к съёмкам своего режиссёрского дебюта «Обыкновенные дни», снятого по его же сценарию. Продюсером фильма выступил генеральный продюсер канала «Ren-TV» Дмитрий Лесневский. В фильме «Обыкновенные дни» свою первую главную роль в кино исполняет Анатолий Белый и дебютирует в качестве актёра скандально известный российский музыкант и певец Александр Лаэртский. Фильм примечателен своим саундтреком — звучат песни групп «Би-2», «Два самолёта», «Братья по разуму», «Иней», «Виды рыб», композитора Андрея Шейка Киреева.
В 2004 году для телеканала СТС снимает свой первый телесериал «Клоунов не убивают» с Леонидом Якубовичем в главной роли.
В 2012 году снимает телесериал «Вангелия» про болгарскую провидицу Вангу. Съёмки проходят в России, Белоруссии, Болгарии. Легендарную провидицу в телесериале играли пять актрис: Кристина Пакарина, Дарья Отрошко, Наталья Николаева, Ирина Рахманова, Елена Яковлева.
В 2013 году у Сергея Борчукова в издательстве ZebraE выходит роман «Обыкновенные дни», а спустя два года, весной 2015 года, в том же издательстве выходит сборник рассказов «Коллекционер пейзажей».

## Фильмография

### Режиссёр
- 1998 — «Будем знакомы!»
- 2001 — «Обыкновенные дни»
- 2003 — «Запомните, меня зовут Рогозин!»
- 2004 — «Один из многих»
- 2005 — «Клоунов не убивают»
- 2007 — «Клуб 69»
- 2007 — «Запах жизни»
- 2007 — «След»
- 2008 — «Новогодняя засада»
- 2008 — «Приговор»
- 2009 — «Криминальное видео 2»
- 2010 — «Когда цветёт сирень»
- 2011 — «Крутые берега»
- 2011 — «Контакт»
- 2012 — «Последний джинн»
- 2013 — «Вангелия»
- 2014 — «Сердце звезды»
- 2015 — «И в горе, и в радости»
- 2015 — «За чужие грехи»
- 2016 — «Валькины несчастья»
- 2016 — «Анна»
- 2017 — «Сердечная недостаточность»
- 2017 — «Благие намерения»
- 2017 — «Радуга в поднебесье»
- 2017 — «Обратная сторона любви»
- 2018 — «Надломленные души»
- 2019 — «Ведьма»
- 2019 — «Любовь с закрытыми глазами»
- 2019 — «Опекун»
- 2020 — «Соната для горничной»
- 2020 — «Входите! Закрыто!»
- 2021 — «Незакрытая мишень»
- 2021 — «Три цвета любви»

### Сценарист
- 1998 — «Будем знакомы!»
- 2001 — «Обыкновенные дни»
- 2004 — «Один из многих»
- 2007 — «Запах жизни»

### Продюсер
- 1997 — «Сезон охоты»
- 2007 — «Запах жизни» (исполнительный продюсер)